# Achau
Achau è un comune austriaco di 1 402 abitanti nel distretto di Mödling, in Bassa Austria. Tra il 1938 e il 1954 è stato accorpato alla città di Vienna.

## Monumenti e luoghi d'interesse
- Castello di Achau